# 亞皆老街

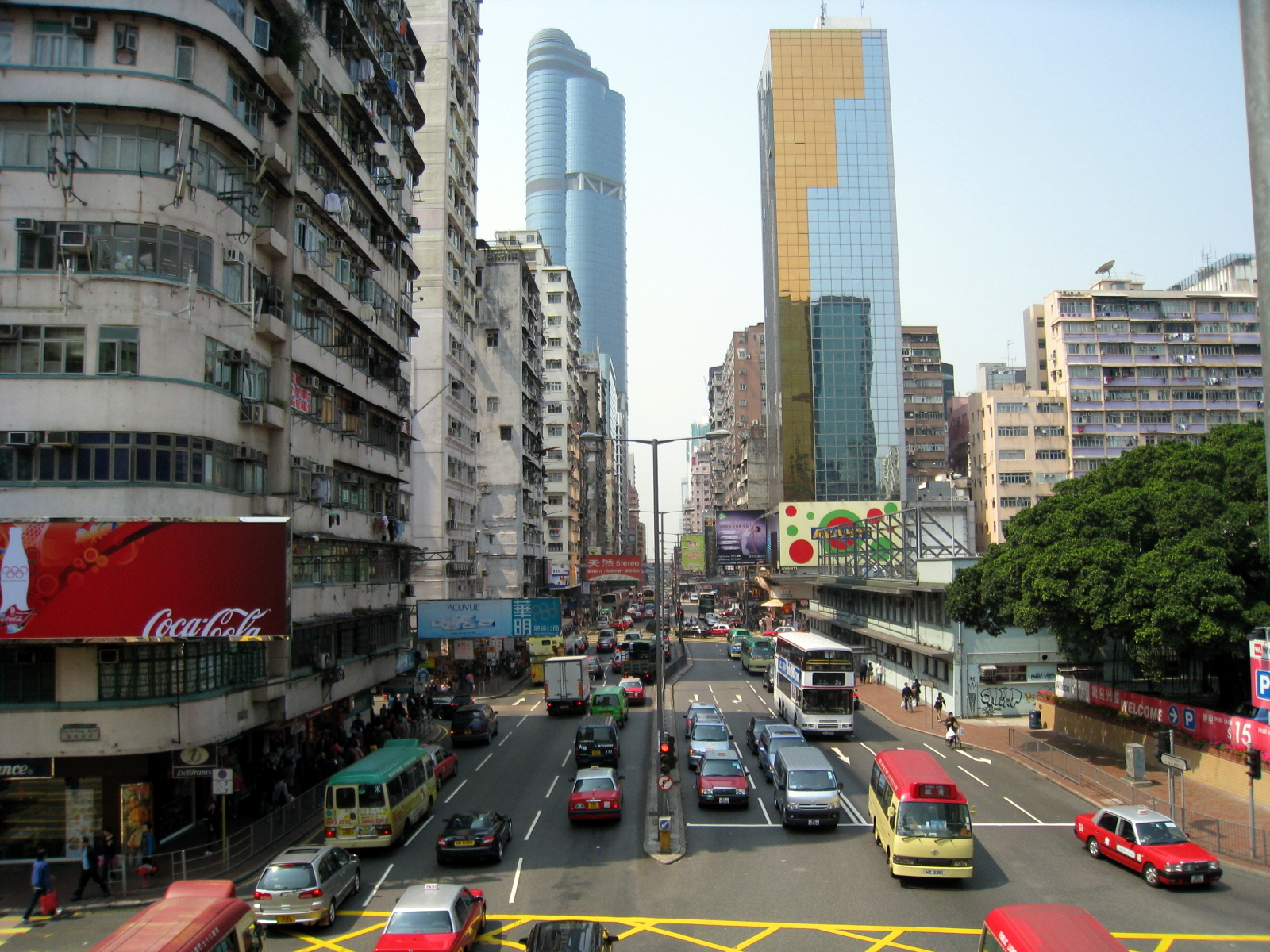
亞皆老街與染布房街交界

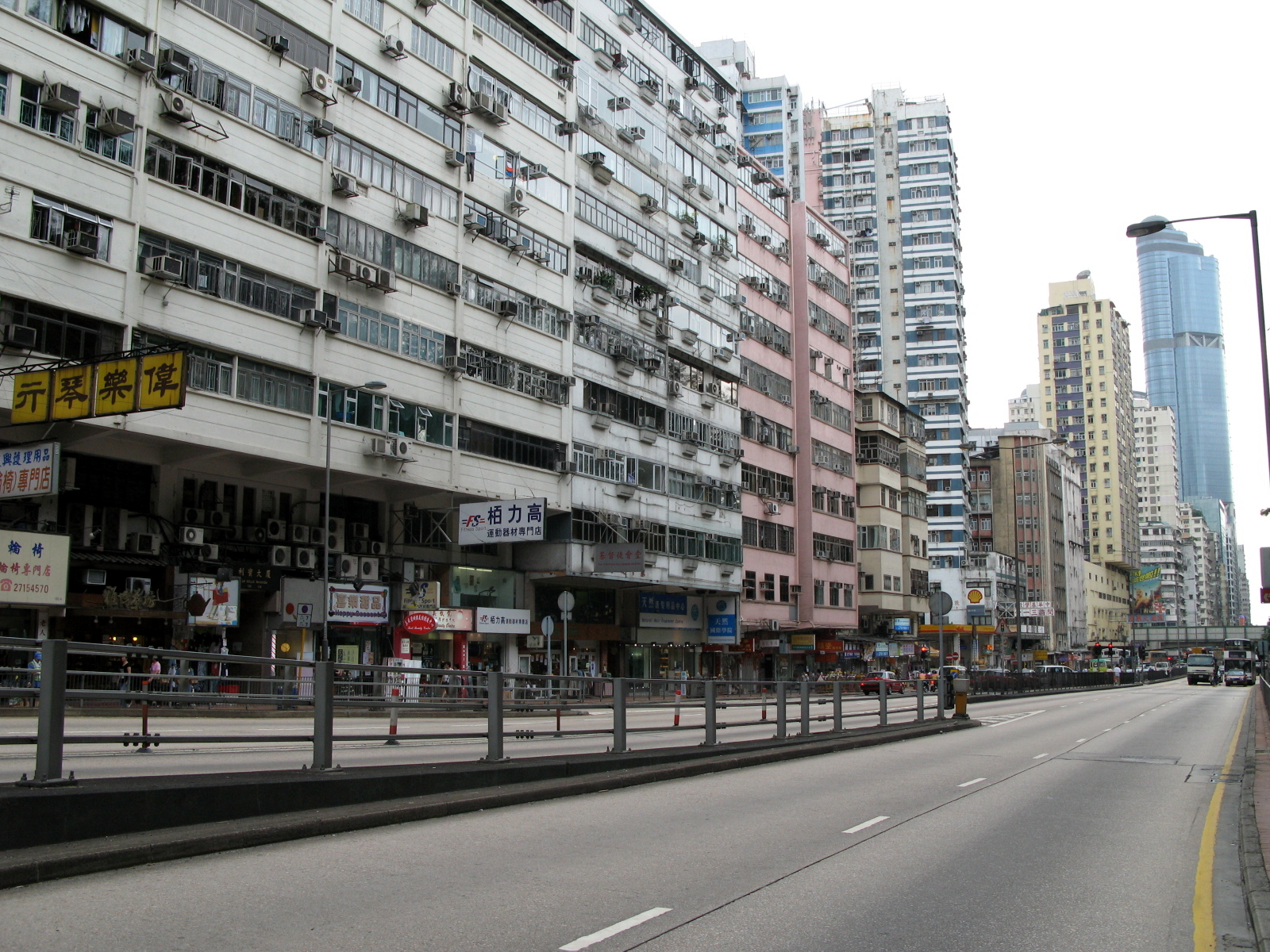
亞皆老街近梭椏道

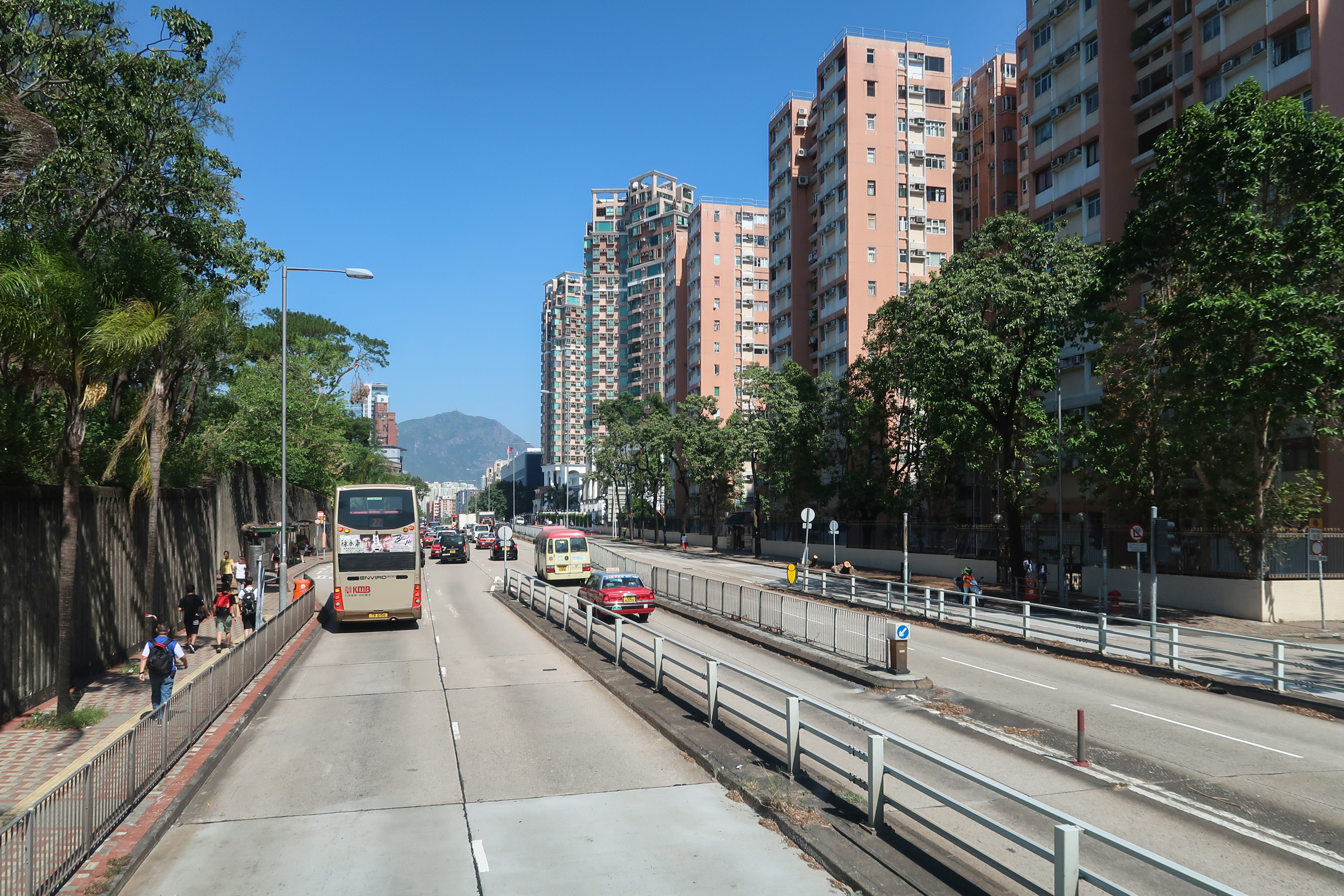
亞皆老街近九龍醫院

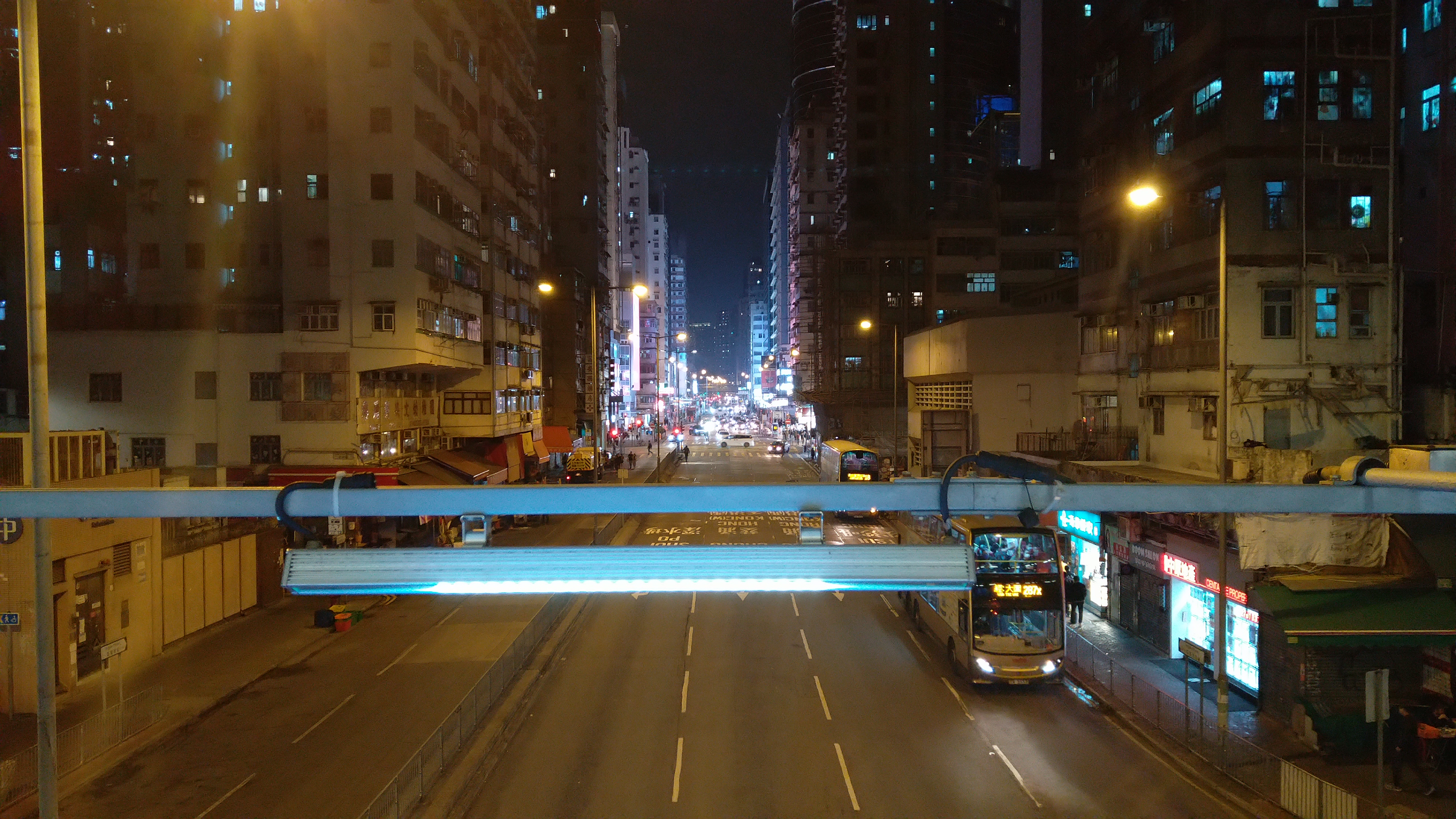
從亞皆老街與塘尾道交界的行人天橋望向旺角方向

22°19′18.5448″N 114°10′39.6618″E / 22.321818000°N 114.177683833°E
亞皆老街（英語：Argyle Street）是一條貫穿香港九龍西油尖旺區和九龍城區的主要道路。除新填地街至西洋菜南街一段外，道路四線雙程行車，大致為東西走向，西面由大角咀渡船街開始，穿過彌敦道、窩打老道及公主道等多條道路，最後於九龍城南部馬頭涌一帶的世運花園結束，西起櫻桃街，東接太子道東。這條道路的名稱取自19世紀末的一艘英國商船亞皆老號，而亞皆老Argyle是Argyll的舊有拼寫。

## 旺角交通管制措施
由於政府於1970年代中期興建地鐵（港鐵），佔用了由西洋菜街至砵蘭街的一段亞皆老街的右邊行車線作地鐵出口，故此政府於旺角站附近實行交通管制，汽車由西洋菜街至新填地街的一段亞皆老街只准單向西行，故此車輛由大角咀經亞皆老街往東行，須於新填地街路口左轉，右轉往旺角道、再右轉往西洋菜街或洗衣街，最後左轉返回亞皆老街。（巴士路線例子：18、33A、37、52X、72X）。
另外，受該措施影響，沿彌敦道南行的車輛並不能夠直接右轉亞皆老街西行，車輛須於彌敦道左轉旺角道東行、右轉西洋菜街或洗衣街南行、再右轉亞皆老街西行往大角咀。（巴士路線例子：33A、37）。同樣地，鑑於西洋菜街至新填地街的一段亞皆老街只准單向西行，沿彌敦道北行的車輛欲往亞皆老街東行，車輛須於彌敦道先左轉亞皆老街西行、右轉新填地街再右轉旺角道東行到西洋菜街或洗衣街南行、再左轉返回亞皆老街東行往九龍城。（巴士路線例子：3C、9、95及203E線東行方向）。此措施令旺角道及新填地街一帶由早到晚都經常擠塞，為九龍西區交通經常塞車黑點，而此情況要到中九龍幹線啟用後才有望舒緩。

## 沿線建築物

### 油尖旺區
- 港鐵旺角站（1985年5月31日前，英文名稱為Argyle Station；亞皆老街、彌敦道交界）
- 朗豪坊（亞皆老街8號）
- 惠豐中心（彌敦道664號，毗鄰亞皆老街）
- 旺角中心（亞皆老街65號）
- 先達廣場（亞皆老街83號）
- 建興大廈（花園街97號，毗鄰亞皆老街）
- 港鐵旺角東站（兩鐵合併前舊稱旺角站，合併後為區別兩個車站而更改現稱；亞皆老街、聯運街交界）

### 九龍城區
- 加多利峯（亞皆老街110號）
- 恒生113（亞皆老街113號）
- 怡安閣（亞皆老街124號）
- 拔萃男書院（亞皆老街131號）
- 前中電總部（亞皆老街139－147號）
- 九龍醫院（亞皆老街147號A）
- 醫院管理局大樓（亞皆老街147號B）
- 衞生防護中心（亞皆老街147號C）
- 亞皆老街賽馬會學童牙科診所（亞皆老街147號J）
- 香港眼科醫院（亞皆老街147號K）
- 九龍城裁判法院（亞皆老街147號M）
- 西九龍總區總部（亞皆老街190號）
- 九龍城警署（亞皆老街202號）
- 九龍城浸信會（亞皆老街206號）
- 播道醫院（亞皆老街222號）
- 亞皆老街遊樂場（亞皆老街250號）
- 世運公園（太子道/亞皆老街東端）
- 港鐵宋皇臺站B1出口

## 連接街道（東至西）
- 太子道東
- 九龍城迴旋處
- 士他令道
- 科發道
- 富寧街
- 露明道
- 天光道
- 嘉齡道
- 窩打老道（亞皆老街天橋會越過窩打老道）
- 公主道
- 窩打老道
- 梭椏道
- 勝利道
- 嘉道理道
- 太平道
- 染布房街
- 聯運街
- 黑布街
- 洗衣街
- 花園街
- 通菜街
- 西洋菜南街
- 彌敦道
- 砵蘭街
- 康樂街
- 上海街
- 新填地街
- 廣東道
- 深圳街
- 渡船街
- 櫻桃街

## 外部連結
维基共享资源上的相關多媒體資源：亞皆老街
亞皆老街